# دورا (مغنية)
دورا (بالبرتغالية: Dora‏) هي مغنية برتغالية، ولدت في 20 مايو 1966 في لشبونة في البرتغال.

## وصلات خارجية
- دورا على موقع IMDb (الإنجليزية)
- دورا على موقع ميوزك برينز (الإنجليزية)
- دورا على موقع ديسكوغز (الإنجليزية)